# 시크릿 마더
《시크릿 마더》는 2018년 5월 12일부터 2018년 7월 7일까지 방송된 SBS 주말 특별기획 드라마이다.

## 기획의도
아들 교육에 올인한 강남 열혈맘의 집에 의문의 입시 보모가 들어오면서 벌어지는 워맨스 스릴러로, 적인지 동지인지 모를 두 여인의 시크릿한 우정과 위기가 예측불허하게 펼쳐지는 이야기를 그린 드라마.

## 등장인물

### 주요 인물
- 송윤아 : 김윤진 역 - 42세. 재열의 아내이자 민준의 엄마. 세심병원 이사장
- 김소연 : 김은영 / 리사 김 역 - 33세. 실종된 현주의 여동생이자 민준의 입시 보모
- 김태우 : 한재열 역 - 45세. 윤진의 남편이자 민준의 아빠. 강남경찰서 서장
- 송재림 : 하정완 역 - 34세. 윤진의 조력자이자 강력계 형사

### 윤진과 재열의 가족
- 차화연 : 박선자 역 - 67세. 세심병원 원장이자 재열의 어머니. 윤진의 시어머니
- 염지윤 : 한주희 역 - 36세. 윤진의 시누이이자 재열의 여동생. 민준의 고모
- 김예준 : 한민준 역 - 10세. 재열과 윤진의 아들

### 혜경과 성환의 가족
- 서영희 : 강혜경 역 - 40세. 성환의 아내이자 수민의 엄마
- 민성욱 : 정성환 역 - 43세. 혜경의 남편이자 수민의 아빠
- 최유리 : 정수민 역 - 10세. 성환과 혜경의 딸

### 화숙과 승수의 가족
- 김재화 : 명화숙 역 - 42세. 지호의 엄마. 승수의 아내
- 안상우 : 윤승수 역 - 40세. 지호의 아빠이자 화숙의 남편
- 송지우 : 윤지호 역 - 10세. 승수와 화숙의 아들

### 지애와 병학의 가족
- 오연아 : 송지애 역 - 36세. 병학의 아내이자 채린의 엄마
- 김병옥 : 이병학 역 - 60세. 지애의 남편이자 채린의 아빠
- 이고은 : 이채린 역 - 10세. 병학과 지애의 딸

### 그 외 인물
- 손승우 : 신세연 역 - 38세. 윤진과는 의대 동문 4년 후배로 모교병원에서 레지던트 생활을 함께했다.
- 권도균 : 민태환 역 - 32세. 민준, 지호, 채린, 수민의 수영 선생님
- 강상원 : 이치열 역 - 29세. 하정완 후배 강남경찰서 강력계 형사
- 최나린 : 한민지 역 - 재열과 윤진의 딸
- 지안 : 김현주 역 - 은영의 친언니
- 한철우 : 강현철 역
- 민정섭
- 김일중 : 파티 진행자 역
- 전은미 : 도우미 역
- 최홍일 : 서인수 역 - 세심병원 부원장
- 정현석 : 경찰 역
- 이아진 : 지은엄마 역
- 조은빛 : 미선 역 - 현주의 직장동료
- 연민지
- 박유밀
- 박미숙
- 정영금
- 조석현
- 박수인
- 문예원
- 허선행
- 김경민
- 이용규
- 신동훈
- 해선
- 홍상호
- 유아란
- 오연지
- 신난애
- 진현광
- 안희주
- 김선혜
- 강현정
- 윤복성
- 이원진

## 시청률
최저 시청률과 최고 시청률은 시청률 조사회사와 지역별로 시청률에 차이가 있을 수 있습니다.
| 2018년 | 2018년   | 2018년         | 2018년       | 2018년         | 2018년       |
| 회차   | 방송일   | TNmS 시청률    | TNmS 시청률  | AGB 시청률     | AGB 시청률   |
| 회차   | 방송일   | 대한민국(전국) | 서울(수도권) | 대한민국(전국) | 서울(수도권) |
| ------ | -------- | -------------- | ------------ | -------------- | ------------ |
| 제1회  | 5월 12일 | 4.4%           | 4.6%         | 4.8%           | 5.0%         |
| 제2회  | 5월 12일 | 5.7%           | 6.3%         | 6.5%           | 7.1%         |
| 제3회  | 5월 12일 | 5.6%           | 6.1%         | 6.5%           | 7.0%         |
| 제4회  | 5월 12일 | 6.9%           | 7.7%         | 7.8%           | 8.6%         |
| 제5회  | 5월 19일 | 4.3%           | 5.1%         | 4.6%           | 5.4%         |
| 제6회  | 5월 19일 | 5.7%           | 6.6%         | 5.7%           | 6.5%         |
| 제7회  | 5월 19일 | 5.5%           | 6.4%         | 6.2%           | 7.2%         |
| 제8회  | 5월 19일 | 6.1%           | 6.8%         | 6.6%           | 7.3%         |
| 제9회  | 5월 26일 | 4.9%           | 5.1%         | 4.3%           | 4.5%         |
| 제10회 | 5월 26일 | 5.3%           | 5.6%         | 5.1%           | 5.4%         |
| 제11회 | 5월 26일 | 6.2%           | 6.5%         | 5.9%           | 6.2%         |
| 제12회 | 5월 26일 | 7.0%           | 7.6%         | 6.9%           | 7.4%         |
| 제13회 | 6월 2일  | 5.3%           | 5.9%         | 5.0%           | 5.6%         |
| 제14회 | 6월 2일  | 6.0%           | 6.4%         | 6.5%           | 6.9%         |
| 제15회 | 6월 2일  | 6.2%           | 6.6%         | 6.6%           | 7.0%         |
| 제16회 | 6월 2일  | 6.4%           | 6.8%         | 7.4%           | 7.5%         |
| 제17회 | 6월 9일  | 5.1%           | 5.7%         | 5.6%           | 6.2%         |
| 제18회 | 6월 9일  | 6.0%           | 7.1%         | 6.8%           | 7.9%         |
| 제19회 | 6월 9일  | 6.3%           | 7.4%         | 7.7%           | 8.8%         |
| 제20회 | 6월 9일  | 6.9%           | 7.6%         | 8.1%           | 8.8%         |
| 제21회 | 6월 23일 | 3.5%           | 3.8%         | 4.0%           | 4.2%         |
| 제22회 | 6월 23일 | 4.6%           | 4.9%         | 5.0%           | 5.3%         |
| 제23회 | 6월 23일 | 5.4%           | 5.5%         | 5.8%           | 5.9%         |
| 제24회 | 6월 23일 | 5.7%           | 5.8%         | 6.1%           | 6.1%         |
| 제25회 | 6월 30일 | 4.8%           | 4.9%         | 5.2%           | 5.4%         |
| 제26회 | 6월 30일 | 5.4%           | 5.6%         | 5.8%           | 6.0%         |
| 제27회 | 6월 30일 | 5.8%           | 6.0%         | 6.3%           | 6.9%         |
| 제28회 | 6월 30일 | 6.9%           | 7.5%         | 7.4%           | 8.0%         |
| 제29회 | 7월 7일  | 1.5%           | 1.7%         | 1.9%           | 2.2%         |
| 제30회 | 7월 7일  | 5.2%           | 5.8%         | 5.6%           | 6.1%         |
| 제31회 | 7월 7일  | 6.5%           | 7.2%         | 7.0%           | 7.7%         |
| 제32회 | 7월 7일  | 7.4%           | 8.1%         | 7.8%           | 8.3%         |

## 수상 목록
- 2018년 SBS 연기대상 주말&일일드라마부문 여자 최우수연기상 (송윤아)
- 2018년 SBS 연기대상 주말&일일드라마부문 여자 우수연기상 (김소연)

## 결방 사유 및 편성 변경
- 2018년 6월 16일 : 2018년 FIFA 월드컵 D조 <아르헨티나 VS 아이슬란드> 중계관계로 결방.
- 2018년 7월 7일 : 2018년 FIFA 월드컵 16강 중계관계로 밤 8시 35분으로 편성 변경. (29회, 30회, 31회, 32회)

## 동시간대 드라마
- MBC 주말 특별기획 드라마 《데릴남편 오작두》
- MBC 주말 특별기획 드라마 《이별이 떠났다》